# Massicus philippensis
Massicus philippensis är en skalbaggsart som beskrevs av Hüdepohl 1990. Massicus philippensis ingår i släktet Massicus och familjen långhorningar.
Artens utbredningsområde är Filippinerna. Inga underarter finns listade i Catalogue of Life.